# Wyszki (obwód witebski)
Wyszki – dawny folwark. Tereny, na których leżał, znajdują się obecnie na Białorusi, w obwodzie witebskim, w rejonie miorskim, w sielsowiecie Mikołajewo.

## Historia
W czasach zaborów w powiecie dzisieńskim, w guberni wileńskiej Imperium Rosyjskiego.
W latach 1921–1945 folwark leżał w Polsce, w województwie wileńskim, w powiecie dziśnieńskim, w gminie Mikołajów.
Według Powszechnego Spisu Ludności z 1921 roku zamieszkiwało tu 12 osób, 2 były wyznania rzymskokatolickiego a 10 prawosławnego. Jednocześnie wszyscy mieszkańcy zadeklarowali polską przynależność narodową. Były tu 2 budynki mieszkalne. W 1931 w 1 domu zamieszkiwały 4 osoby.
Wierni należeli do parafii prawosławnej i rzymskokatolickiej w Dziśnie. Miejscowość podlegała pod Sąd Grodzki w Dziśnie i Okręgowy w Wilnie; właściwy urząd pocztowy mieścił się w Dziśnie.